# Trotwood
Trotwood è una città degli Stati Uniti d'America, situata nello Stato dell'Ohio, nella contea di Montgomery.
Il nome della città è un omaggio a Betsey Trotwood, personaggio creato da Charles Dickens per il suo romanzo David Copperfield.